# Giaurro

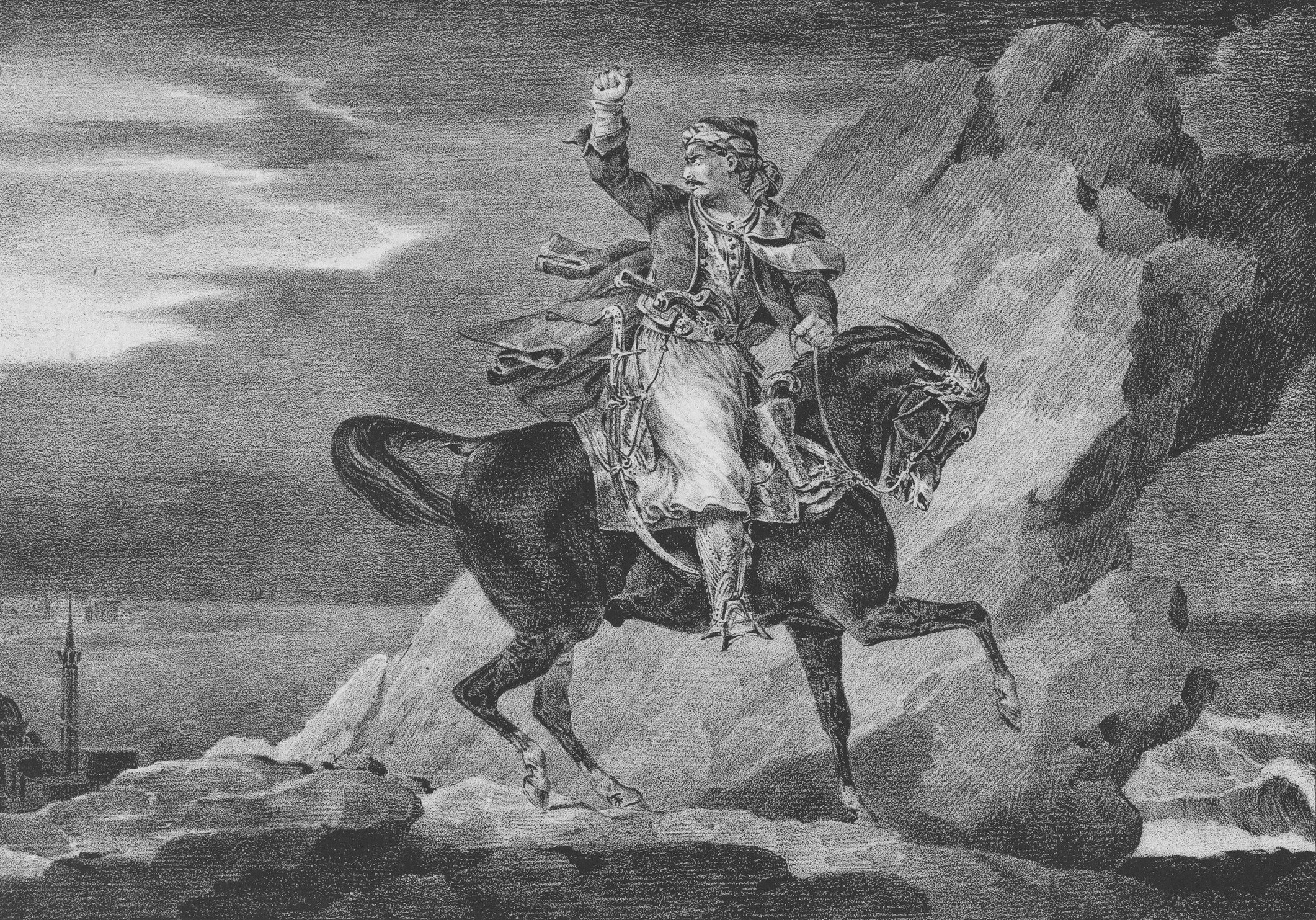
Théodore Géricault: The Giaour (1820, litografia; Metropolitan Museum of Art, New York).

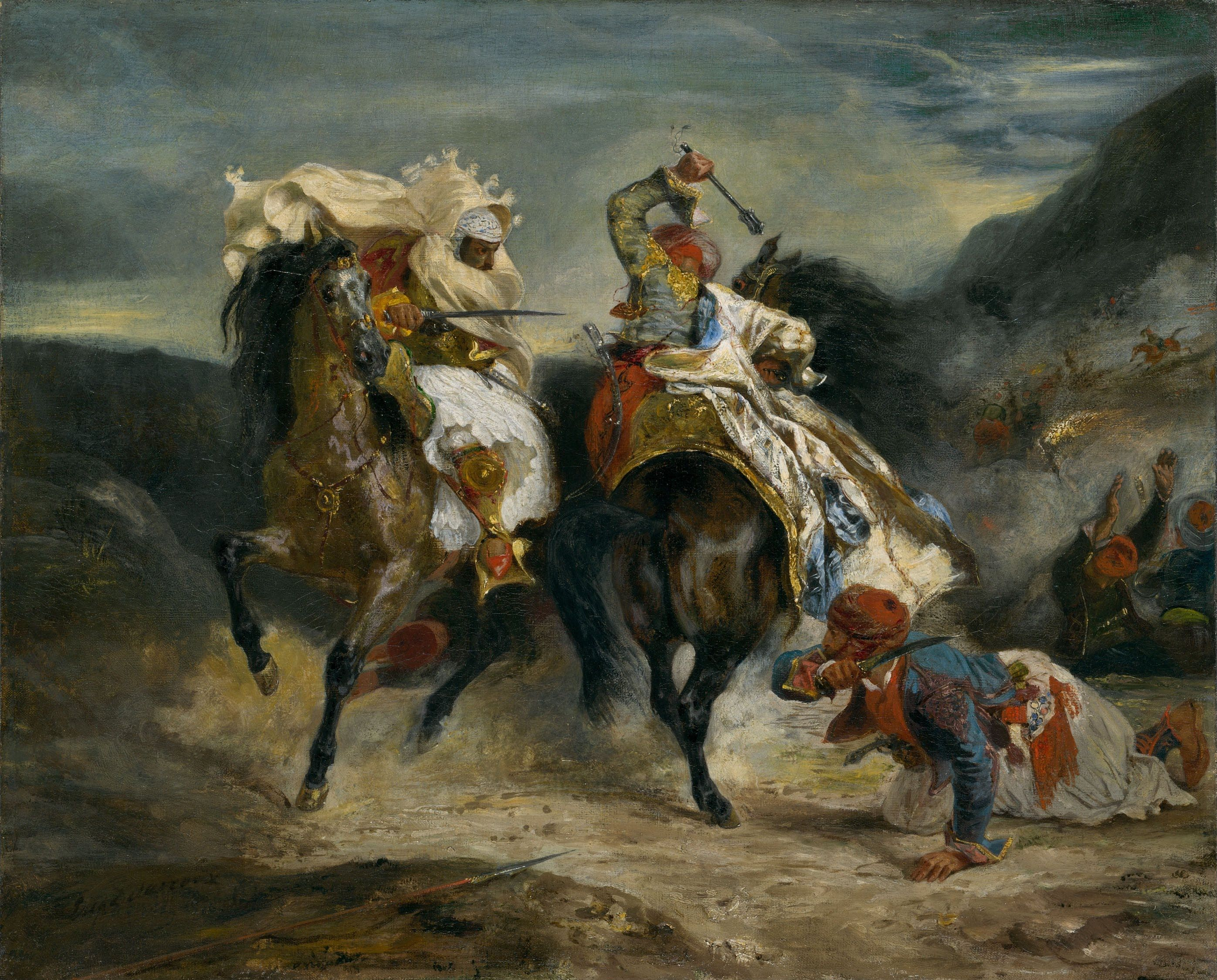
Eugène Delacroix: The Combat of the Giaour and Hassan (1826, olio su tela; Art Institute of Chicago), ispirato a The Giaour di Lord Byron.

Giaurro (in inglese: giaour, in turco gâvur, pronuncia turca: [ɟaˈvuɾ]; in persiano گور‎, gavor, una variante obsoleta del moderno گبر gabr, originariamente derivato dall'aramaico 𐡂𐡁𐡓𐡀, ''gaḇrā'' lett: uomo, persona, in romeno ghiaur; in albanese kaur; in greco γκιαούρης?, gkiaoúris, in macedone каур/ѓаур?, in bulgaro гяур?) il cui significato è "infedele", è un termine dispregiativo storicamente usato nell'Impero ottomano per i non musulmani o più in particolare per i cristiani nei Balcani. L'origine del termine è il persiano گبر gabr, che nel contesto di una Persia islamizzata indicava i praticanti della precedente religione di quel paese, il mazdeismo, detto anche zoroastrismo.
I termini kafir, gawur o rum (quest'ultimo che significa "greco") erano comunemente usati nei defter (registri fiscali) per i cristiani ortodossi, solitamente senza distinzione etnica. I gruppi etnici cristiani nel territorio balcanico dell'Impero ottomano includevano greci (rum), bulgari (bulgar), serbi (sırp), albanesi (arnavut) e valacchi (eflak).
L'Encyclopædia Britannica del 1911 descrisse il termine come segue:
Giaour (un adattamento turco del persiano gâwr o gōr, un infedele), una parola usata dai Turchi per descrivere tutti coloro che non sono maomettani, con particolare riferimento ai cristiani. La parola, usata per la prima volta come termine di disprezzo e di rimprovero, è diventata così generale che nella maggior parte dei casi non è intesa nel suo uso come insulto; ad esempio, in alcune parti della Cina, il termine diavolo straniero è diventato inoffensivo. Una stretta analogia con giaour si trova nell'arabo kafir, o miscredente, che è così comunemente usato da essere diventato il nome proprio di popoli e paesi.
Durante il Tanzimat (1839-1876), l'uso del termine da parte dei musulmani per i non musulmani fu proibito per prevenire problemi nelle relazioni sociali.
Il termine ha avuto ampia diffusione dopo la pubblicazione del poema di Lord Byron, The Giaour (1813) e di un dipinto di Eugène Delacroix a esso ispirato.

## Riferimenti culturali europei

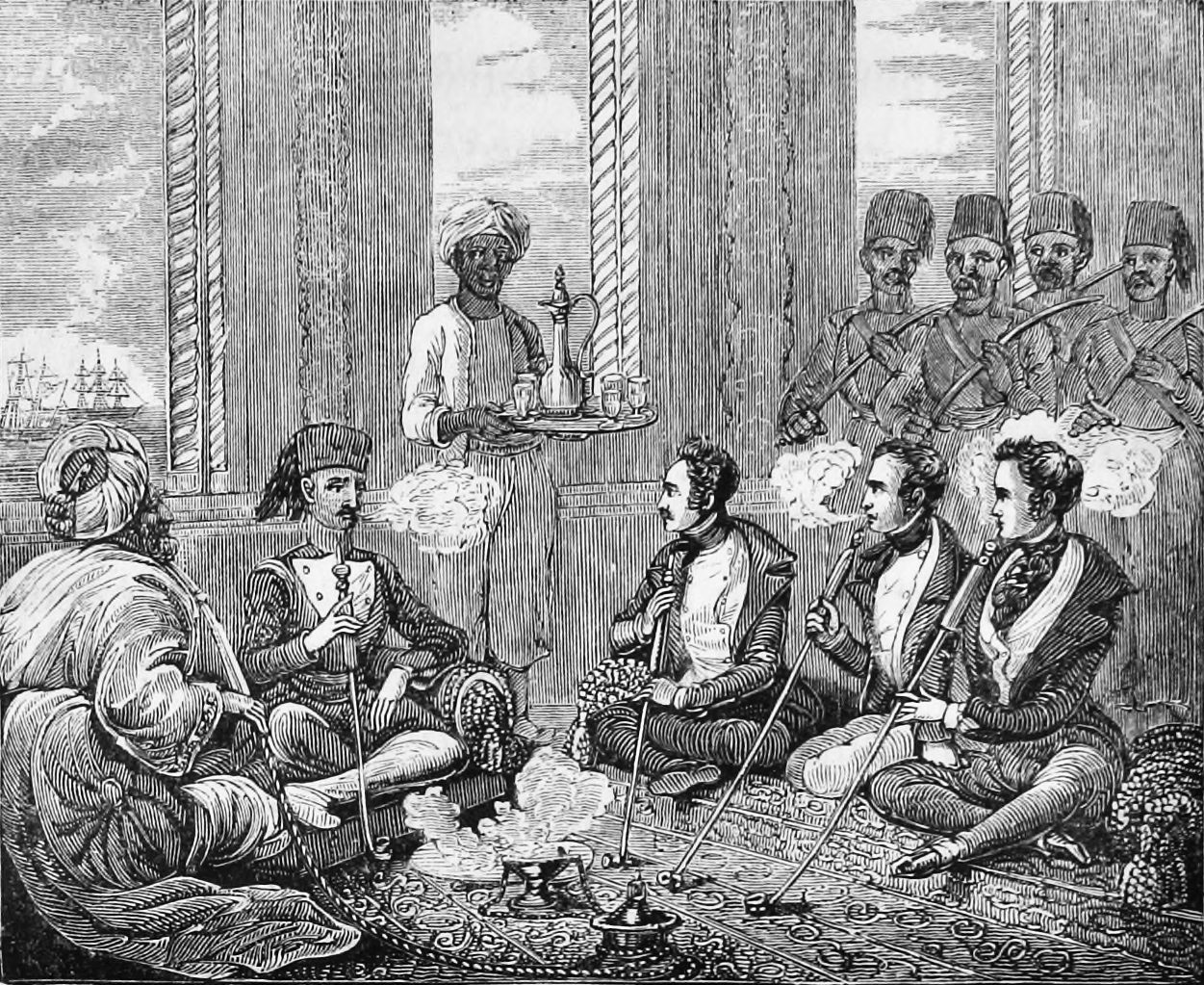
Giaour fumano il tchibouque con il pascià dei Dardanelli, illustrazione del libro del 1839.

- Giaour è il nome dato al mostro malvagio di un uomo nel racconto Vathek, scritto da William Beckford in francese nel 1782. L'ortografia Giaour appare nella traduzione francese e inglese.
- Nel 1813 Lord Byron pubblicò la sua poesia The Giaour: A Fragment of a Turkish Tale, i cui temi ruotano attorno alle idee di amore, morte e aldilà nell'Europa occidentale e nell'Impero ottomano.
- Le Giaour, un dipinto del 1832 di Ary Scheffer, olio su tela, "Musée de la Vie romantique", Hôtel Scheffer-Renan, Parigi.
- Il combattimento del Giaurro e Hassan, 1826, di Eugène Delacroix, Art Institute of Chicago.

## Termini correlati
- Gabr, equivalente persiano[9]
- Kafir, equivalente arabo[10]
- Dhimmi
- Rayah
- Guiri è lo slang spagnolo per un turista straniero. Secondo Juan Goytisolo, deriva dal turco gâvur.[11]